# Titanosauria
Titanosauria — викопна клада завроподів. До клади відносять приблизно третину відомих родів завроподів. Рештки знайдені на всіх континентах. Деякі представники вважаються найбільшими відомими наземними тваринами. У південній півкулі пізньої крейди це були найпоширеніші великі рослиноїди (у північній півкулі цю нішу займали Hadrosauridae та Ceratopsidae).